# Dosso
Dosso er en by i det sydvestlige Niger, beliggende 86 kilometer sydøst for hovedstaden Niamey Byen har et indbyggertal (pr. 2004) på cirka 47.000, og er hovedstad i både en region og et departement med samme navn. 